# Bedřichovští z Lomné

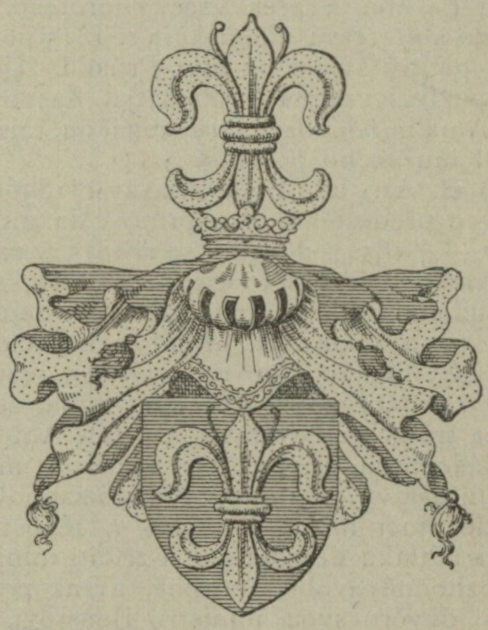
Erb Bedřichovských z Lomné

Bedřichovští z Lomné bylo jméno staročeské vladycké rodiny. Byli společného původu s vladyky z Čechtic, Protivínskými z Pohnání, z Košíně, Beřkovskými ze Šebířova, ze Chmelného, Sedleckými od Dubu.

## Historie
Jméno měli po Lomné a Bedřichovicích. Bohuněk z Lomné (1509–1531) a na Bedřichovicích měl syny Pavla (1509–1559), Bohuslava (1543–1556) a Petra (1543), ti si vložili v zemské desky Bedřichovice r. 1543 se strýci svými Adamem, Petrem, Bohuňkem a Václavem (tento až do r. 1565 na Lhotce u Kutné Hory). Pavlův syn Jan díky sňatku s Kateřinou z Nasevrk (1559) držel Bolechovice a Bedřichovice měl po otci. Jeho synové Václav nejmladší a Vilém se asi roku 1574 rozdělili. Vilém pak zapsal Bolechovice, což byl jeho díl (1586), sestrám Marjáně a Aléně. Marjána vdaná Vesecká přežila sestru a zemřela v roce 1622. Její statek se dostal její dceři Anně Kateřině Měděncové z Vesce. 
Václav mladší (snad tentýž, co nejmladší před tím) koupil r. 1578 Zátvor a prodal ho v roce 1584 a k tomu seděl do r. 1593 na Hrnčířích. Se svoji manželkou Julianou z Tamfeldu měl děti Bohuslava, Elišku a Lidmilu, o jejichž osudech nic nevíme. Rodina tehdy zchudla a ztratila se z lidské paměti.

## Erb
Ve svém erbu měli lilii v modrém poli.